# V615 Возничего
V615 Возничего (лат. V615 Aurigae) — одиночная переменная звезда в созвездии Возничего на расстоянии (вычисленном из значения параллакса) приблизительно 8953 световых лет (около 2745 парсеков) от Солнца. Видимая звёздная величина звезды — от +10,9m до +10,5m.

## Характеристики
V615 Возничего — красная пульсирующая полуправильная переменная звезда типа SRB (SRB) спектрального класса M. Эффективная температура — около 3293 K.